# Amina Dahbour
Amina Dahbour (en árabe: أمينة دحبور‎) (Kafr' Ana, 1945)es una activista política palestina, miembro del Frente Popular para la Liberación de Palestina (FPAP). Se la considera como una de figuras femeninas más relevantes de la lucha por la liberación de Palestina.

## Biografía
Dahbour nació en la localidad de Kafr' Ana, a 15 kilómetros de Tel Aviv, en una familia palestina emigrada en el año 1947 de la ciudad de Ascalón. Se unió rápidamente a la militancia, entrenando a mujeres en el uso de las armas y en la fabricación de granadas de mano.

### Ataque al vuelo El Al 432
Tras perpetrar el ataque al vuelo El Al 432 cuando tenía 26 años,se la considera como la primera mujer en participar en operaciones palestinas de ataque a aviones comerciales.
El 18 de febrero de 1969 Dahbour se unió a otros tres compañeros de la FPAP (Muhammad Abu al-Hajjaj, Ibrahim Yousef y Abdel Mohsen Hassan) en el ataque al vuelo El Al 432, cuando el avión Boing 720 que cubría la línea entre Amsterdam y Tel Aviv estaba a punto de despegar del aeropuerto de Zúrich con 17 pasajeros y 11 miembros de cabina. El ataque fue frustrado por Mordechai Rachamim, un guardia de seguridad israelí y antiguo miembro de la unidad de élite del Sayeret Matkal, que consiguió abatir a Abdel Mohsen Hassan disparándoley precipitó la intervención de la policía suiza. Aunque todos fueron detenidos, el agente israelí fue dejado en libertad bajo fianza. 
El juicio, iniciado el 28 de noviembre de 1969, finalizó con la absolución de Rahamim y la sentencia a largas condenas de los tres integrantes supervivientes.

### Liberación y actividad
Un año después, en septiembre de 1970, las autoridades suizas liberaron a los tres palestinos después de que, el 6 de septiembre, el FPAP secuestrara un vuelo de Swissair y exigiera su puesta en libertad, en lo que se conoce como los secuestros de Dawson Fields. Una de las últimas apariciones públicas de Dahbour fue en el entierro del presidente egipcio Gamal Abdel Nasser, después de que muriera repentinamente de un infarto miocardíaco a los 52 años. En aquel sepelio apareció, junto con Leila Khaled, vestidas de negro y gafas de sol, llevando una corona de flores.
En 2007 Dahbour apareció, junto con otras seis guerrilleras palestinas de la década de 1970, como Rashida Obeida, Leila Khaled o Theresa Halsa, en el documental Tell Your Tale, Little Bird. El largometraje, grabado en 1993 por la directora libanesa Arab Loutfi, expone cómo estas mujeres se convirtieron en iconos de la lucha del pueblo palestino a través de sus historias, narradas en primera persona y en formato entrevista.